# Proces izentalpic
În termodinamică un proces izentalpic sau proces izoentalpic este un proces care continuă fără nicio modificare a entalpiei, H; sau a entalpiei masice, h.

## Descriere
Dacă un proces în stare de echilibru, staționar, este analizat utilizând un volum de control, tot ce se află în afara volumului de control este considerat a fi „împrejurimi”. Un astfel de proces va fi izentalpic dacă nu există transfer de căldură către sau dinspre împrejurimi, nu există nici lucru mecanic efectuat asupra sau de către împrejurimi și nu există vreo modificare a energiei cinetice a fluidului de lucru. Pentru ca un proces să fie izentalpic aceste condiții sunt suficiente, dar nu sunt necesare. Condiția necesară pentru ca un proces să fie izentalpic este ca suma fiecăruia dintre termenii bilanțului energetic, alții decât entalpia H — adică energia internă U, lucrul mecanic L, căldura Q, modificările energiei cinetice K etc. — să se anuleze reciproc, astfel încât entalpia să rămână neschimbată. Pentru un proces în care efectele magnetice și electrice (printre altele) au contribuții neglijabile, bilanțul energetic asociat poate fi scris ca
{\displaystyle dK+dU=Q+L}
{\displaystyle dU=d(H-pV)=dH-d(pV)}
{\displaystyle dK+dH-d(pV)=Q+L}
unde p și V sunt parametrii de stare ai sistemului: presiunea, respectiv volumul.
Dacă {\displaystyle dH=0} trebuie ca
{\displaystyle dK-d(pV)=Q+L}
Un proces de laminare este un bun exemplu de proces izentalpic în care în fluid pot avea loc modificări semnificative de presiune și temperatură, și totuși suma netă a termenilor asociați din bilanțul energetic este nulă, făcând astfel ca transformarea să fie izentalpică. Declanșarea unei supape de siguranță pe un vas sub presiune este un exemplu de proces de laminare. Entalpia masică a fluidului din interiorul vasului sub presiune este aceeași cu entalpia masică a fluidului care iese prin supapă. Dacă se cunoaște entalpia masică a fluidului și a presiunii din afara vasului sub presiune, este posibil să se determine temperatura și viteza fluidului care scapă.
Într-un proces izentalpic:
- {\displaystyle h_{1}=h_{2}},
- {\displaystyle dh=0}.

La un gaz ideal un proces izentalpic este izotermic deoarece {\displaystyle dh=0=nc_{p}\,dT}
unde n este numărul de moli de fluid, cp este capacitatea termică masică la presiune constantă iar T este temperatura. Cum n și cp nu sunt nule, rezultă că dT = 0, adică T = constant.